# أرتميس (فوهة)
أرتميس (بالإنجليزية: Artemis) هي فوهة قمرية صدمية تقع في بحر الأمطار. تشكل الفوهات من هذا الحجم عادة حفر ذات شكل كأسيّ على سطح القمر. تقع الفوهة بين فوهتي أويلر ولامبرت. كما تبعد بعض كيلومترات جنوب شرق فوهة فيرن.
سميّت الفوهة نسبة إلى أرتميس، إلهة القمر اليونانية.